# هولم
هولم (به سوئدی: Holm) یک سکونتگاه مسکونی در سوئد است که در شهر هالمستاد واقع شده‌است.

## خصوصیات
هولم ۰٫۵۶ کیلومترمربع مساحت و ۵۶۵ نفر جمعیت دارد.